# Edson Rodrigues
Edson Rodrigues, noto anche con il soprannome Garça (13 marzo 1967), è un ex calciatore brasiliano, di ruolo difensore.

## Carriera
Ha militato dal 1992 al 1994 con i giapponesi del Nagoya Grampus.